# Bellascintilla parmaleeana
Bellascintilla parmaleeana is een tweekleppigensoort uit de familie van de Galeommatidae. De wetenschappelijke naam van de soort is voor het eerst geldig gepubliceerd in 1990 door Coney.